# آگوستا (نیویورک)
آگوستا (به انگلیسی: Augusta) یک منطقهٔ مسکونی در ایالات متحده آمریکا است که در شهرستان اونیدا، نیویورک واقع شده‌است. آگوستا ۷۱٫۷۰ کیلومتر مربع مساحت و ۲٬۰۲۰ نفر جمعیت دارد و ۲۸۰ متر بالاتر از سطح دریا واقع شده‌است.